# پاسپبیاک، کبک
پاسپبیاک (به فرانسوی: Paspébiac) شهرکی در منطقه شهری بونوانتور ناحیه گاسپزی-ایل-دو-لا-مادلن در استان کبک کانادا است. در سرشماری سال ۲۰۱۱ این شهرک ۳٬۳۰۴ نفر جمعیت داشته‌است و مساحت آن ۹۴٫۵۹ کیلومتر مربع است.